# Terreur à San Salvador
Terreur à San Salvador est le 60e roman de la série SAS, écrit par Gérard de Villiers et publié en 1980 dans la collection Plon (Presses de la Cité). Comme tous les SAS parus au cours des années 1980, le roman a été édité lors de sa publication en France à 100 000 exemplaires.
L'action se déroule courant 1980 à San Salvador (Salvador).

## Personnages principaux
- Malko Linge : héros du roman, Autrichien, agent contractuel de la CIA.

## Résumé
Enrico Chacon, un Cubain anti-castriste viscéral, protégé naguère par la CIA pour sa contribution contre les « subversivos » de San Salvador, commence à gêner son ancien commanditaire en raison des méthodes expéditives et barbares qu'il utilise. 
Malko est chargé de lui faire comprendre « fermement » qu'il n'est plus en grâce. Malko sera confronté à la cruauté ambiante, du San Salvador en général et de Chacon en particulier...
À la fin du roman, Malko abat le chef de poste de la CIA au San Salvador.

## Adaptation cinématographique
- SAS à San Salvador, sorti en 1983.